# Sarkow (Friedland)

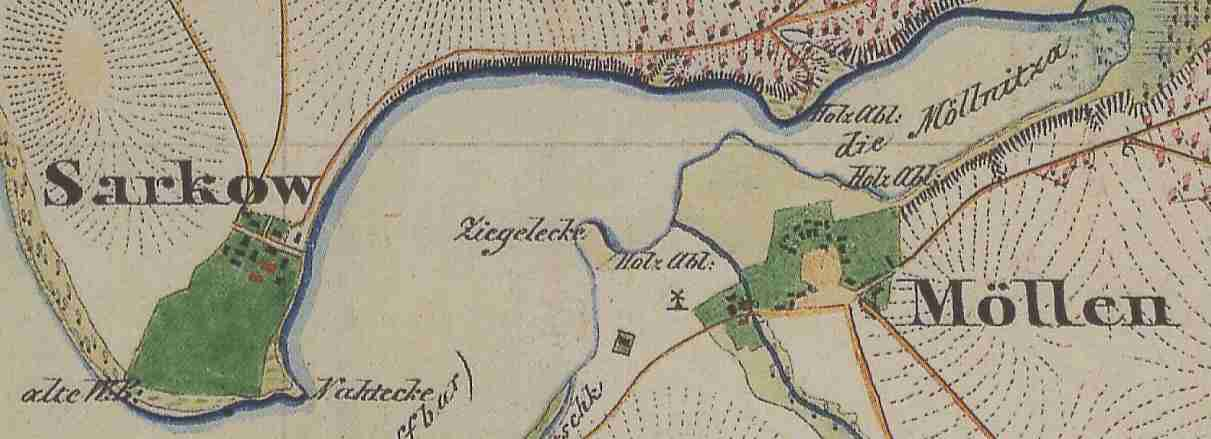
Der Wohnplatz Sarkow auf dem Urmesstischblattes 3951 Trebatsch von 1849

Sarkow (niedersorbisch Žarkow) ist ein Wohnplatz im Ortsteil Leißnitz der amtsfreien Stadt Friedland im Landkreis Oder-Spree (Brandenburg). Sarkow war bis zur Eingemeindung nach Leißnitz 1939 eine selbständige Gemeinde. Im ausgehenden Mittelalter und frühen Neuzeit war Sarkow ein Lehen der in Böhmen angesessenen gräflichen Familie von Sternberg.

## Geographie
Sarkow liegt auf einer gerundeten Halbinsel, die in den Schwielochsee hineinragt, etwa 4 km südwestlich der Kernstadt Friedland. Die (ehemalige) Gemarkung grenzte im Nordwesten an Glowe, im Norden an Leißnitz und im Osten an die Kernstadt Friedland. Der im Süden direkt anschließende Schwielochsee gehört vollständig zur Gemeinde Schwielochsee. Im Osten bildete das Dammmühlenfließ auf eine kurze Erstreckung die Gemarkungsgrenze.
Der Ort ist über die K6715 von Glowe, und über zwei kleinere Fahrwege direkt von Leißnitz und der Kernstadt Friedland aus zu erreichen. Höchste Erhebung ist ein namenloser Hügel, nördlich des Ortes, der 57 m hoch ist.

## Geschichte
Der Ort wurde 1598 als Sarko erstmals urkundlich genannt. Es gehörte damals der Familie von Hobegk (Hobeck, Howegk, Hohbeck u. ä. Schreibweisen) und war ein Sternbergsches Lehen, neben Leeskow, Reicherskreuz und der Herrschaft Lieberose.
Sarkow war ein Lehen der gräflichen Familie von Sternberg in Böhmen. Angeblich traten Aleš Holický und Zdeněk von Sternberg 1454 ihre Burg Pürglitz an König Ladislaus ab und erhielten dafür die Gerechtsame von Burg und Stadt Cottbus. Da die beiden Sternbergs sich aber nicht in den Besitz von Cottbus setzen konnten, sollen sie danach ersatzweise die Rittergüter Leeskow und Sarkow sowie die Herrschaft Lieberose als Ausgleich erhalten haben. Bisher gibt es für diese Darstellung in Bezug auf die zwei Rittergüter keine Quellenhinweise. Da die meist immer im Zusammenhang mit Leeskow, Reicherskreuz und Sarkow genannte Herrschaft Lieberose 1477 unter die Oberlehensherrschaft der Familie Sternberg kam, könnte auch die Lehensherrschaft der Sternbergs über Leeskow, Reicherskreuz und Sarkow bis ins 15. Jahrhundert zurückreichen.
Beim Prager Frieden und dem Übergang der Niederlausitz 1635 an das Kurfürstentum Sachsen, sicherte sich die Familie Sternberg die Anerkennung der Lehenshoheit über die Herrschaft Lieberose, Leeskow, Reicherskreuz und Sarkow.
Sarkow soll nach Rudolf Lehmann ursprünglich ein Runddorf gewesen sein. Die Schmettausche Karte von 1767/87 zeigt ein kurzes zweireihiges Reihendorf. Auch das Urmesstischblatt zeigt kein Runddorf, sondern ein Rechteckdorf, mit unregelmäßiger Verteilung der Häuser, meist dem Rittergut zugehörig. 1708 waren ein Kossät und ein Büdner in Sarkow ansässig, 1718 ein Kossät und ein Häusler. Das Dorf hatte 400 fl. Schatzung. 1755 hatte das Dorf 31 Einwohner. Die durchschnittliche Ernte betrug (in neuen Dresdnern Scheffeln): 166½ Korn, 42¾ Gerste, 27 Hafer, 6½ Erbsen, 2¼ Hopfen und 2¾ Lein. 1809 wohnten ein Kossät und zwei Häusler in Sarkow. 1823 waren es wieder nur ein Kossät und ein Büdner. Allerdings sind in diesen Zahlen die Bewohner des Rittergutes nicht enthalten. Nach der Topographisch-statistischen Übersicht hatte das Dorf fünf Feuerstellen (= Haushaltungen, Häuser) und 38 Einwohner. 1844 waren es sechs Feuerstellen und 47 Einwohner. Das Urmesstischblatt 3951 Trebatsch von 1846 verzeichnet südwestlich des Ortes am Ufer des Schwielochsees alte Weinberge. Im östlichen Teil der alten Gemarkung ist am Ufer des Schwielochsees eine Holzablage vermerkt. Unerklärlicherweise differieren die Bevölkerungszahlen im Historischen Ortslexikon und Historischem Gemeindeverzeichnis. Letztere Zahlen sind daher in Klammern gesetzt.
Bevölkerungsentwicklung von 1818 bis 1933
| Jahr      | 1818 | 1846 | 1871 | 1875  | 1890 | 1900 | 1910 | 1925     | 1933 |
| Einwohner | 38   | 45   | 51   | (101) | 80   | 35   | (85) | 64 (116) | (79) |

1598 war Dorf und Rittergut Sarkow im Besitz der von Hobegk, eine Familie, die vor allem in den Herrschaften Beeskow und Storkow ansässig war. Nach Ernst Heinrich Kneschke sollen die von Hobeck aber bereits 1579 im Besitz von Garcko gewesen sein, was nur ein Schreibfehler für Sarkow sein kann. Um 1600 saß ein Johann von Hobegk auf Sarkow. Er war mit einer Tochter des Jobst von Schapelow auf Stremmen verheiratet. 1641 legte Joachim Ludwig von Hobegk den Lehnseid über das Rittergut Sarkow ab. Er war mit einer Tochter des Wolf von Pannewitz und der Anna Maria von Ponikau von Klein Gaglow (Gemeinde Kolkwitz, Landkreis Spree-Neiße) verheiratet. 1687 leistete Joachim Heinrich von Hobegk den Lehenseid. 1723 gehörte Sarkow dem Gottlob Erdmann von Hobegk. Nach Götz Freiherr von Houwald erwarb Georg Anton von der Schulenburg im Jahre 1735 (oder wegen Reihenfolge verwechselt für 1753?) Sarkow, was schlecht in die Besitzabfolge passt. In der Beschreibung des Dorfes durch Houwald ist dieser Erwerb dagegen nicht erwähnt. 1763 leisteten die Brüder Gottlob Ernst und Wilhelm Friedrich, Söhne des Gottlob Erdmann von Hobegk, den Lehenseid. Am 16. Oktober 1785 verstarb Wilhelm Friedrich von Hobeck und Sarkow fiel an seinen Bruder Gottlob Ernst von Hobeck, der am 16. August 1787 erneut mit Sarkow belehnt wurde.
1801 saß ein von Howey auf Sarkow, dem auch das Dorf Glowe gehörte. In anderem Zusammenhang schreibt Bratring von den „von Hobeck zu Glowe“.
1812 starb (ein) Ernst von Howeg und Sarkow fiel an Dietrich Ernst Otto Albrecht und Friedrich Ferdinand Bernhard Achatz von der Schulenburg, die das Gut 1812 umgehend an Johann Simon August Wollkopf verkauften. Im neuen Landbuch ist für 1828 als Besitzer von Sarkow ein gewisser Bukatsch aufgeführt. Rudolf Lehmann im Historischen Ortslexikon nennt für 1840 bereits einen Bethge. Die Topographisch-Statistische Uebersicht führt für 1840 Jacob Bethge als Rittergutsbesitzer auf. Bereits 1841 war dem Land- und Stadtgerichtsassessor Schramm das Patrimonialgericht zu Sarkow übertragen worden. Seit 1852 hatte Friedrich Baath Sarkow als Mannlehen. Nach Berghaus war das Rittergut 805 Morgen groß. Bereits 1856 war das Gut in den Besitz des Wilhelm Otto übergegangen, der auch für 1864 als Besitzer genannt wird. Das General-Adressbuch der Ritterguts- und Gutsbesitzer im Deutschen Reiche gibt für das Jahr 1879 ebenfalls noch Wilhelm Otto als Besitzer an. 1885 ist Friedrich Mack Besitzer des Rittergutes Sarkow. Spätestens bis 1901 ist Sarkow in den Besitz des Johannes Müller übergegangen, der das Gut in einen Saatzuchtbetrieb umwandelte. Der Betrieb war bis mindestens 1929 aktiv. Nach 1945 wurde das Gut in ein Provinzialgut umgewandelt.

## Kirchliche Organisation
Sarkow war ursprünglich zur wendischen Kirche in Friedland eingekircht, zusammen mit Günthersdorf, Leißnitz, Lindow, Weichensdorf und Zeust.

## Sehenswürdigkeiten, Freizeit und Naturschutz
Das Gutshaus wurde um 1910 vom damaligen Besitzer von Sarkow Johannes Müller neu errichtet. Während der DDR-Zeit war es Betriebsferienlager, später auch Restaurant, und ist jetzt ein privates Wohnhaus. Es wurde in den letzten Jahren völlig renoviert. Auf dem ehemaligen Gutsgelände stehen noch drei Scheunen und Teile der früheren Umfassungsmauer.
Heute ist Sarkow reiner Wohnort mit einer großen Bungalowsiedlung, in dem es auch Ferienwohnungen zu mieten gibt. Es gibt einen Segelclub mit Clubgelände und kleiner Hafenanlage an der Südostspitze des Sarkower-Halbinsel.
Im Osten zieht sich das Naturschutzgebiet Dammühlenfließ auf die ehemalige Gemarkung von Sakrow.